# Oldřich III. z Hradce
Oldřich III. z Hradce (kolem 1298 – 1348/1349) byl český šlechtic z rodu pánů z Hradce, rytíř a ochránce církve. Během svého života se zasloužil o přestavbu svého hradního sídla v Jindřichově Hradci, dobudování kostela svatého Jana Křtitele a novou stavbu kostela Nanebevzetí Panny Marie. Do dějin se zapsal výmalbou svatojiřského cyklu na svém sídle v Jindřichově Hradci a vedením křížové výpravy proti valdenským na jindřichohradeckém dominiu.

## Život
Oldřich se narodil asi v roce 1299 jako nejmladší dítě Oldřicha II., obdivovatele rytířské poezie a kultury, a Mechthildy z rakouského hraběcího rodu Schaunbergů. Do Oldřichových sedmi let se jeho výchova pravděpodobně odehrávala podle tehdejších zvyklostí pod dohledem matky za pomoci služebných v její rodné němčině, která k němu pronikala také skrze otce Oldřicha II., podporovatele Řádu německých rytířů. Rodinné kulturní prostředí prodchnuté rytířskou kulturou mělo na mladého Oldřicha III. silný vliv a v dospělosti pokračoval ve šlépějích svého otce.

### Regentství Mechthildy ze Schaunbergu
Oldřich II. zemřel v době, kdy bylo jeho synovi asi 13 let. Regentství se ujala jeho matka, které se správou panství pomáhal úředník a rychtář Oldřich Pluh ze Žďáru. Rodová držba sestávala ze sídelního města Jindřichův Hradec s okolními vesnicemi Březinou, Drunčí, Klenovem, Kostelní Radouní, Lodhéřovem, Světcemi, dále panství Sedlčany, na Moravě hrad Bánov, Valeč a Vilímovice na Znojemsku, na Bítovsku Bačovice, trhovou ves Slavonice a Řečici. Mechthilda měla zapsané věno ve výši 1000 hřiven na trhové vsi Deštná a na vsích Březina, Drunč, Velká Radouň, Světce, Lodhýřov, Klenov, Studnice, Kochanov a Horusice. Oldřich II. odkázal své matce Stodůlky u Prahy a u Jindřichova Hradce Studnici a vsi Kochans  a Horusice.
V postavení regentky a v zájmu panství slíbila Mechthilda za sebe i svého syna věrnost mladému českému králi Janu Lucemburskému, který vystřídal na trůnu Jindřicha Korutanského, za což jí král Jan dne 5. května 1312 povolil v Hradci vybudovat opevnění s vodním příkopem. Stavební úpravy zahájila ještě téhož roku, vedle toho rozšířila cesty a nechala vybudovat tři městské brány. V témže roce poskytl Jan Lucemburský Oldřichovi a jeho matce také privilegium, které jim zaručovalo po dobu jednoho roku, že nebudou poháněni před zemský soud a že soudcem v případě sporu bude Oldřich Pluh ze Žďáru.

### Spor Oldřicha III. s králem Janem Lucemburským
Král Jan Lucemburský, jenž byl českou šlechtou ještě před korunovací dotlačen k podpisu inauguračních diplomů, nedodržel některé výsady české šlechty, takže spory mezi ním a českými šlechtici postupně sílily a v roce 1315 vyvrcholily zatčením Jindřicha z Lipé. V této vzpouře proti králi se v roce 1317 připomíná Oldřich III. již jako zletilý. Společně se svými vzdálenými příbuznými Sezemy z Ústí, Vilémem z Landštejna a Petrem z Rožmberka se postavil svou účastí na smlouvě namířené k sesazení krále na stranu české šlechty a římského krále Fridricha Habsburského. Král Jan reagoval popleněním statků pánů z Landštejna a pánů Sezemů z Ústí, některých vesnic Oldřicha z Hradce. Nakonec po obléhání českými šlechtici v Brně přepadla královská vojska Oldřichův Hradec. V dubnu 1318 došlo v Domažlicích na sněmu ke smíru zásluhou římského krále Ludvíka Bavora a Oldřich III. společně s dalšími vzbouřenými šlechtici přísahali králi věrnost.

### Založení rodiny
První Oldřichovou chotí se stala někdy kolem roku 1320 Markéta z Korutan, snad nemanželská dcera nebo příbuzná korutanského vévody Menharda II. Tyrolského. Z manželství vzešly dcera Anna, nejstarší syn Jindřich, jenž obdržel jméno na počest zakladatele hradeckého rodu Jindřicha I., prostřední syn nesoucí ve čtvrté generaci jméno Oldřich a roku 1329 narozený nejmladší syn Menhart, pojmenovaný po předku z matčiny strany, korutanském vévodovi Menhardovi.
Markéta z Korutan zemřela někdy mezi lety 1329 až 1332. V březnu roku 1333 se již po Oldřichově boku objevuje jeho druhá manželka Klára z Bílkova, dcera Ješka z Bílkova z rodu Ranožírovců. Sňatkem s Klárou získal Oldřich III. bílkovské panství, zahrnující na levém břehu Dyje hrad a ves Bílkov, dále pak vsi Dobrohošť, Manešovice, Chlumec a Hříšice. Kolem roku 1338 se manželům narodil syn Heřman.
Dcera Anna byla provdána za Jindřicha II. z Lichtenburka. Jindřichovou první manželkou se stala Markéta hraběnka z Halsu (Margarethe von Hals), dcera Purkharta z Maidburka a vdova po bavorském hraběti Janu z Halsu (Graf Johann von Hals). Druhou Jindřichovou manželkou byla Markéta z Hardeka. Syn Oldřich se oženil s Annou z Rožmberka. Nejmladší syn z prvního manželství Menhart se stal kanovníkem pražské kapituly a v roce 1349 biskupem tridentským. První manželkou Heřmana se stala Kunhuta (Kunka) a druhou Petruška (snad z Rožmberka).

### Cesty s králem Janem Lucemburským
V roce 1323 se Oldřich III. účastnil uzavření hodonínského spolku krále Jana s uherským králem Karlem z Anjou a rakouskými vévody. Vedle Oldřicha se z řad české šlechty cesty účastnili též Jindřich z Lipé se synem, Petr z Rožmberka, Vilém z Landštejna, Vok z Kravař, Těma z Koldic, Mikuláš Opavský, Jindřich z Wilnow a olomoucký biskup Konrád Bavorský. V lednu roku 1334 podnikl spolu s dalšími členy delegace v čele s Petrem z Rožmberka návštěvu krále Jana v Lucembursku a král při té příležitosti daroval Oldřichovi městečko Hořepník s hradem Konipasem. V roce 1335 se účastnil v Řezně uzavření příměří Jana Lucemburského s Ludvíkem Bavorským.
V roce 1336 dobýval s Janem Lucemburským rakouský hrad Seefeld a společně s ním pak táhl do západních Čech, které v té době ohrožoval Ludvík Bavorský. V Kalendariu Zwetlense je Oldřich vzpomínán jako jeden ze šlechticů, kteří se tehdy přimluvili za to, aby vojsko Jana Lucemburského neplenilo statky tamního kláštera. Na jaře roku 1339 cestoval s králem Janem a markrabětem Karlem do Norimberku a Landshutu a při té příležitosti směnil s králem své východomoravské zboží Bánov za královský statek Telč, který se nacházel v sousedství jeho starších rodových statků v Čechách i v sousedství moravských Slavonic. Telč byla sídlem pánů z Hradce až do jeho vymření v roce 1604.

### Dary a donace
Oldřich III. zakládal na svých statcích farní kostely, dostavěl pro Řád německých rytířů kostel svatého Jana Křtitele. Po ustavení dalšího duchovního z řad minoritů započal se stavbou nového kostela Nanebevzetí Panny Marie, jež věnoval s několika pozemky německým rytířům a kostel svatého Jana Křtitele přenechal minoritům, při kterém řád založil klášter.
Ve svých dvaceti letech daroval Oldřich III. spolu se svou matkou Mechtildou ze Schaunbergu 3. listopadu 1319 hornorakouskému cisterciáckému klášteru ve Wilheringu (v držení pánů ze Schaunberga) čtyři lány ze vsi Velký Rodvínov a čtyři kopy pražských pfeniků výměnou za výroční mši (aniversárium) za zemřelou sestru Oldřicha III. Anežku a její zde pohřbené manžely Meinhera z Lesnigu a Wernharta ze Schaunbergu.
Dne 18. listopadu 1338 se Oldřich vzdal odúmrtě po kněžích na svém panství. V té době se duchovní správa potýkala s šířením valdenského kacířství, takže na hradě pobývali oba svědci listiny inkvizitor Havel z Hradce a Petr z Načeradce. Dne 21. října 1345 daroval Oldřich III. společně s matkou Mechtildou ze Schaunberga, manželkou Klárou z Bílkova a synem Jindřichem cisterciáckému klášteru ve Wilheringu platy ve vsi Stranné za mše za svou zemřelou sestru Anežku.
V reprezentační síni v prvním patře gotického paláce v Jindřichově Hradci nechal v roce 1338 vymalovat legendu o sv. Jiří. Po pravé straně hlavního vchodu je vyobrazen sám donátor Oldřich III. z Hradce stylizovaný v rytířské zbroji do podoby mladého sv. Jiří, naproti po levé straně vchodu je v mnišském oděvu vyobrazen představený rytířského řádu, komtur německých rytířů a farář Hermann. Podkladem pro vyobrazení cyklu byl jeho boj s valdenskými. Stejně jako sv. Jiří bojoval za svou víru s římskými pohany, musel Oldřich bojovat s nepřáteli pravé víry a církve.

### Listiny z Avignonu
Dne 6. března 1333 vydal papež Jan XXII. pro Oldřicha z Hradce a jeho rodinu celkem pět milostí „in articulo mortis“. První dvě společně na jedné listině pro jeho osobu a druhou manželku Kláru z Bílkova, třetí pro jeho matku Mechtildu ze Schaunberga (Mecze, vdově po Oldřichovi starším) a další dvě pro dcery Oldřicha II. Anežku a Kateřinu. Oldřichovi papež udělil ještě milost „de celebracione misse ante diem“, která mu dovolovala nechat si sloužit ranní mši již před východem slunce, a také milost „in alia opera pietatis“, kterou mohl pražský biskup Jan IV. z Dražic Oldřichovi změnit jeho zbožný slib návštěvy Božího hrobu v Jeruzalémě za jiný zbožný skutek, což mohlo souviset s jeho tažením proti valdenským.
Papež Benedikt XII. vydal dne 6. března 1340 graciální listiny pro Oldřicha III. a jeho stoupence, jež se týkaly křížové výpravy proti valdenským (první v českých zemích). Jednalo se o čtyři milosti „in articulo mortis“ a zároveň odpustkovou listinu pro Oldřicha, jeho stoupence (Viléma z Landštejna, pro rytíře Budislava z Nahorub, snad Oldřichova posla do Avignonu, tři nižší šlechtice Záviše z Újezdce, Tomáše z Přehořova a Purkarda z Hardeggu) a všechny, kdo se zúčastní jeho křížového tažení.

### Křížové tažení proti valdenským
Nejvíce valdenských v jižních Čechách se usadilo na statcích pánů z Hradce. Dne 1. července 1335 nastoupil do úřadu nový inkvizitor dominikán Havel z Hradce (též nazýván z Kosořic) a 22. srpna 1335 minorita Petr z Načeradce z rodu Vítkovců, přičemž Havel vykonával inkvizitorskou činnost v Čechách a minorita Petr na Moravě. Na přelomu let 1339 a 1340 nabylo kacířství velkého rozsahu a inkvizitor Havel odjel do Avignonu, aby papeže o vyhrocené valdenské herezi v jižních Čechách osobně informoval. Za jeho nepřítomnosti situace na Oldřichově panství nakonec vyvrcholila vzpourou valdenských a vypálením jednoho z Oldřichových hradů. Oldřich III. se proto rozhodl valdenskou herezi na svém panství vymýtit a obrátil se na papeže s žádostí o pomoc.
Benedikt XII. jeho přání vyslyšel a pro tažení proti valdenským heretikům mu poskytl podporu. Oldřicha III. jmenoval vůdcem křížové výpravy, Oldřichovi a jeho druhům poskytl papežské odpustky, které papež uděloval účastníkům křížových výprav do Svaté země pro případ úmrtí. Zkonfiskovaný majetek heretiků náležel z 1/3 inkvizitorům a 2/3 připadly Oldřichovi z Hradce. Po potlačení vzpoury započal inkvizitor Havel s hromadným zatýkáním valdenských, z nichž asi 200 odsoudil k trestu smrti upálením. Z důvodu přeplněných vězení byli zatčení heretici převáženi až do pražských žalářů. Papež Benedikt XII. žádal 13. září 1341 pražského biskupa a české šlechtice, aby pro odsouzené heretiky poskytli své žaláře; obdobně tak učinil 30. června roku 1346 též papež Klement VI.

### Sklonek života a úmrtí
Dne 2. září 1347 se Oldřich III. se synem Jindřichem zúčastnil korunovace Karla IV. českým králem, přičemž byl jedním z českých pánů, jež se zasadili o korunovaci pražským arcibiskupem Arnoštem z Pardubic. Během roku 1348 žádal se svou ženou Klárou o milosti „in articulo mortis“ a 13. prosince 1348 Oldřich III. z Hradce ve věku asi 49 let zemřel. Stejně jako jeho předkové Vítek, Oldřich I. a Oldřich II. byl pohřben ve farním kostele v Jindřichově Hradci, kde se v den výročí jeho úmrtí konaly bohoslužby na počest jeho a za celý hradecký rod. Papež Klement VI. udělil manželům milosti „in articulo mortis“ až po Oldřichově smrti dne 1. února 1349. Oldřichova druhá choť Klára z Bílkova přežila svého manžela o 32 let a zemřela 3. října roku 1380.

## Dělba rodového majetku
Oldřich III. z Hradce rozdělil svůj majetek mezi své čtyři syny: Jindřich II. z Hradce obdržel polovinu Hradce a čtvrtinu Slavonic, Oldřich IV. z Hradce Hořepník a čtvrtinu Slavonic a část Řečice (horní stranu), Menhart I. z Hradce Telč, Deštnou, Březinu a čtvrtinu Slavonic a Heřman z Hradce Bílkov a čtvrtinu Slavonic. V roce 1352 prodali synové kvůli dluhům trhovou ves Sedlčany pánům z Rožmberka. V roce 1354 si synové bývalou otcovu držbu opět rozdělili:
- Jindřich II. z Hradce získal polovinu Hradce, čtvrtinu Slavonic a vesnice Lodhéřov, Radouň, Radouňku (Malou Radouň), Pěnnou (Dolní a Horní Pěna), Jižnou, Kostelní, Drahýřku (Drahýška), Pořín a Křeč u Černovic a další vesnice v blízkosti Hradce i na Moravě.
- Oldřich IV. z Hradce držel nadále část Řečice, Hořepník s hradem Konipasem, čtvrtinu Slavonic, Nový Dvůr, Ratiboř, polovinu Číměře, vesnice Skrýchov, Mnich, Pleše, Plasná, Plavsko a další vesnice mezi Hradcem a Řečicí, též Žirovnici.
- Menhart I. z Hradce spravoval Telč, čtvrtinu Slavonic, Deštnou a Březinu.
- Heřman z Hradce si ponechal druhou polovinu Hradce, Bílkov, čtvrtinu Slavonic, polovinu Číměře, Kunžak a Strmilov.[1]